# الاحتجاجات على رودريغو دوتيرتي
بدأت الاحتجاجات على رودريغو دوتيرتي، رئيس الفلبين السادس عشر، في 18 نوفمبر 2016 عقب دفن الرئيس والديكتاتور السابق فيرديناند ماركوس الذي أيده دوتيرتي. نظمت الجماعات اليسارية ورموز المعارضة الأخرى معظم تلك الاحتجاجات التي اتسمت بطابع سلمي احتجاجًا على الحرب القائمة على المخدرات، وفرض الحكم العسكري في مدينة مينداناو، والمشاكل التي يواجهها العمال مثل فرض جهات العمل عقود عمل قصيرة الأمد، وتضخم العملة الناتج عن إصدار قانون الإصلاح الضريبي الشامل 2017. نشأت عدة أسباب أخرى للاحتجاجات لاحقًا مثل استجابة الحكومة لجائحة فيروس كورونا في الفلبين، وإصدار قانون مكافحة الإرهاب 2020، وإغلاق شبكة ABC-CBN التلفزيونية وحرمانها من تجديد ترخيص البث.

## أسباب الاحتجاجات

### الحرب على المخدرات والإعدام دون حكم قضائي
شن دوتيرتي حربًا على تجارة المخدرات الممنوعة في بلده منذ توليه رئاسة الفلبين، وتوعد بقتل الآلاف من المتورطين في تجارة المخدرات. أثارت تلك الحملة استهجان السياسيين المحليين ومنظمات الأخبار ومنظمات حقوق الإنسان الدولية نظرًا لانتهاكات حقوق الإنسان وارتفاع عدد القتلى في خضم تلك الحملة. تصدت السلطات المخولة بمكافحة المخدرات إلى متعاطي المخدرات القاطنين في المناطق الفقيرة في المقام الأول عوضًا عن الإمساك بزعماء تجارة المخدرات البارزين. ورغم ارتفاع عدد الوفيات الناجمة عن تلك الحملة، ظل دوتيرتي يحظى بشعبية واسعة طبقًا للاستطلاعات.
من أبرز ضحايا حملة مكافحة المخدرات الناشئين طالب بعمر السابعة عشر يُدعى كيان ديلوس سانتوس من مدينة كالوكان، الذي قُتل في 16 أغسطس 2017 على يد الشرطة. أشعلت تلك الحادثة جدلًا كبيرًا في أوساط السياسيين المحليين والجماعات المتشددة، وأثارت احتجاجات واسعة في الفلبين. وبعدها ببضعة أيام، قُتل مراهقان آخران أحدهما يُدعى كارل أنجلو أرنايز بعمر التاسعة عشر، والآخر رينالدو دي غوزمان بعمر الرابعة عشر. قُتل أرنايز بالرصاص بعد تعرضه للتعذيب على يد الشرطة في 17 أغسطس بعد سرقته سيارة أجرة في كالوكان، بينما طُعن صديقه رينالدو دي غوزمان حتى الموت وأُلقي به في نهر في قابان، نويفا إيسيا. أثارت حادثة قتل هذين الشابين هي الأخرى غضب الناس واستهجانهم.
أُسس تحالف يُدعى «مانلابان سا إي جيه كي» بمشاركة مجموعة من المحامين والمعلمين وطلاب القانون في نوفمبر 2017.
وبصرف النظر عن الحرب على المخدرات والإعدام بدون حكم قضائي، تعرض ستة أشخاص على الأقل للاختفاء القسري في ظل حكم إدارة دوتيرتي بحلول نوفمبر 2018. وطبقًا للاتحاد الآسيوي لمكافحة الاختفاء القسري، تفيد التقارير بأن عدد حالات الاختفاء القسري وصل إلى 1,993 منذ عهد الرئيس ماركوس.
تتفاوت التقارير في إعلانها عن عدد ضحايا الحرب على المخدرات: إذ تقول المصادر الرسمية أن عدد القتلى 5,779، بينما تؤكد عدة رموز من المعارضة ومنظمات حقوق الإنسان أن عدد القتلى يتجاوز 27,000.

### قانون مكافحة الإرهاب
في 3 يونيو 2020 وافق مجلس النواب على مشروع قانون رقم 6875 أو ما يعرف بقانون مكافحة الإرهاب. صدق الرئيس دوتيرتي على القانون باعتباره «قانونًا طارئًا»، وكان الهدف منه التصدي للخطر الذي تعرضت له البلاد. ينص القانون على أنه «يحق لأي شخص مُكلف بتنفيذ القانون ضبط واعتقال أي شخص مشتبه به في ارتكاب أي فعل تحت طائلة العقاب دون الحاجة لمذكرة اعتقال لمدة أربعة عشر يوم قابلة للتمديد لعشرة أيام أخرى، ويحق للشرطة أو الجيش أن يضع الشخص المشتبه فيه تحت المراقبة لمدة 60 يومًا قابلة للتمديد لثلاثين يومًا آخر».
تعرض هذا القانون لنقد السياسيين والمنظمات الدينية والمشاهير. استنكرت المنظمات الكاثوليكية والبروتستانتية هذا القانون قائلة: «نحن نرى أن مشروع قانون مكافحة الإرهاب من شأنه أن يؤدي إلى سلب حقوق الإنسان وانتهاك الحقوق المدنية الأخرى رويدًا رويدًا». أعرب عدة مشرعين من مينداناو عن قلقهم من هذا القانون زاعمين أنه سيحرض على العنف عوضًا عن وضع حد الإرهاب. أعربت لجنة حقوق الإنسان هي الأخرى عن قلقها من هذا القانون، بينما اعترض نائب الرئيس، ليني روبريدو، على توقيت إصدار القانون. نظمت عدة مجموعات مظاهرة للاحتجاج على مشروع القانون في الثالث والرابع من يونيو زاعمين أن الحكومة سوف تستغل هذا القانون لمضايقة واختطاف وإسكات معارضي إدارة دوتيرتي، فضلًا عن اعتقال المواطنين دون الحاجة لمذكرة اعتقال. أعرب عدة مشاهير وعدة مشاركين في مسابقة ملكة جمال الكون عن معارضتهم لمشروع القانون. وفي ذات الوقت، تضامنت جامعة ديليمان الفلبينية مع حركة «حياة السود مهمة» في كفاحها ضد عنف الشرطة بعد وفاة جورج فلويد على يد ضابط الشرطة الذي قبض عليه بتهمة تزوير ورقة نقدية في مينيابوليس، مينيسوتا. أعربت المغنية الأمريكية تيلور سويفت هي الأخرى معارضتها لمشروع القانون من خلال منشورها على إنستغرام. انضمت الناشطة البيئية السويدية غريتا تونبرغ كذلك للحملة المناهضة لقانون مكافحة الإرهاب.
ألقت الشرطة القبض على ثمانية محتجين على قانون مكافحة الإرهاب ومتفرج واحد في مدينة سيبو بتهمة مخالفة إرشادات الحجر الصحي العامة. قضى المحتجزين 36 ساعة رهن الاعتقال. أنكر مركز شرطة بيسايا الوسطى التهم الموجهة إليه بخصوص استعمال القوة المفرطة لتفريق المحتجين على مشروع قانون مكافحة الإرهاب.
ظهرت عدة حسابات مستنسخة على فيسبوك عقب الاحتجاجات على قانون مكافحة الإرهاب، وشرعت في استهداف جامعة سيبو في 6 يونيو 2020، واستهدفت لاحقًا عدة أشخاص من سكان مانيلا، وإلويلو، ودوماغويتي، ومدينة كاجايان دو آورو وغيرها من المناطق المشاركة في الاحتجاجات على مشروع القانون، ما أدى إلى انتشار الهاشتاج #HandsOffOurStudents على تويتر الذي استنكر المشاركين فيه إنشاء تلك الحسابات المزيفة. أعرب وزير العدل ميناردو غويفارا عن قلقه من تلك الحسابات المزيفة وأمر قسم مكافحة الجرائم السيبرانية بالتحقيق في هذا الأمر.
نظمت عدة مجموعات مظاهرة أطلق عليها المحتجين اسم «غراند مانيانيتا» في جامعة ديليمان في يوم الاستقلال الموافق 12 يونيو 2020 احتجاجًا على قانون مكافحة الإرهاب. حضر الناشط ماي بانر تلك المظاهرة وهو يرتدي زي رئيس شرطة مانيلا، ديبولد سيناس، الذي أثار حفل عيد ميلاده في 8 مايو 2020 خلافًا حادًا.

## الاحتجاجات على علاقات دوتيرتي في الخارج

### الولايات المتحدة
عارضت الولايات المتحدة حرب الفلبين على تجارة المخدرات من بين دول أخرى، حيث استنكر الرئيس الأمريكي باراك أوباما وأعضاء مجلس الشيوخ انتهاكات حقوق الإنسان التي اُرتكبت تحت ذريعة الحرب على المخدرات. ورغم ذلك استنكرت الجماعات المتشددة – لا سيما الجماعات اليسارية – جهود الولايات المتحدة احتجاجًا على سياسات الولايات المتحدة الإمبريالية والنيوليبرالية على حد زعمهم، وعُرضت دُمى دوتيرتي وترامب في عدة مظاهرات استهزاءًا بهما. زعم الناشطون أن الولايات المتحدة لا تزال تقدم دعمها لحرب دوتيرتي على المخدرات وحملته للقضاء على التمرد والعصيان، وأضافوا أن استمرار الاتفاقيات الأمريكية الفلبينية مثل اتفاقية التعاون الدفاعي المحسن يُعد دليلًا على انتهاك الولايات المتحدة لسيادة الفلبين. اتهمت إحدى الجماعات المعادية للإمبريالية دوتيرتي بسماحه لدخول سفن حرب الأمريكية ومعدات عسكرية أخرى لاستخدامها في التدريب العسكري المشترك بين الولايات المتحدة والفلبين.
خططت الحكومة الفلبينية لإرسال الجيش الفلبيني للشرق الأوسط في خضم التوتر القائم بين الولايات المتحدة وإيران عقب مقتل قاسم سليماني في الضربة الجوية التي نفذتها الولايات المتحدة في 3 يناير 2020. تسبب هذا القرار في اندلاع احتجاجات واسعة شاركت فيها العديد من الجماعات المتشددة في 10 يناير 2020 خوفًا على سلامة العمال الفلبينيين خارج البلاد في حالة تحالف الفلبين مع الولايات المتحدة في حربها في الشرق الأوسط.